# 굴파는친칠라생쥐
굴파는친칠라생쥐(Euneomys fossor)는 비단털쥐과에 속하는 남아메리카 설치류이다. 아르헨티나 살타주에서 발견된다.